# Ченгере
Ченгере (рос. Ченгере) — село Верхньовілюйського улусу, Республіки Саха Росії. Входить до складу Магаського наслегу.
Населення — ненаселене (2010 рік).